# マリオン・ソープ
マリオン・ソープ（英: Marion Thorpe）の名前で知られるマリア・シュタイン（英: Maria Stein, CBE, HonRCM、1926年10月18日 – 2014年3月6日）は、オーストリア生まれでイギリスに帰化したコンサート・ピアニスト。出生名はマリア・ドナータ・ナネッタ・パウリーナ・グスタファ・エルヴィーナ・ヴィルヘルミーネ・シュタイン (Maria Donata Nanetta Paulina Gustava Erwina Wilhelmine Stein)。結婚前は「マリオン・シュタイン」(Marion Stein) と名乗っており、ジョージ・ラッセルズとの結婚後は「マリオン・ラッセルズ、ハーウッド伯爵夫人」(Marion Lascelles, Countess of Harewood) と呼ばれるようになり、ジェレミー・ソープとの再婚後は「マリオン・ソープ」と呼ばれるようになった。

## 経歴
シュタインは、母ゾフィー・バッハマン、音楽家の父エルヴィーン・シュタインの娘としてオーストリア・ウィーンで生まれ、ユダヤ人一家で育った。彼女は第二次世界大戦直前の1938年に、ナチスの手を逃れる形で両親と渡英した。彼女は王立音楽大学に通い、作曲家のベンジャミン・ブリテンと親交を深めた。
ジョージ・ラッセルズとの結婚でハーウッド伯爵夫人となった彼女は、1949年までに、義母であるメアリー王女（プリンセス・ロイヤル）からの後援も得て、リーズ北部にあるパッラーディオ建築の巨大な屋敷、ハーウッド・ハウス（ヘアウッド・ハウス）の女主人となり、ここでのイベント立案に邁進した。1950年3月には、友人だったブリテンのイングリッシュ・オペラ・グループの力添えも得て、オペラに着想を得た仮装舞踏会を開催し、バレエ『ファサード』からフレデリック・アシュトンとモイラ・シアラーによるタンゴを上演した。1950年9月には、妊娠と共に、ブリテンが演奏するリーズ三年音楽祭 (Leeds Triennial Musical Festival) に彼女が「毎夜参加する計画」（英: "planning to attend every night"）だと報じられた。1961年にはファニー・ウォーターマンと共にリーズ国際ピアノ・コンクールを立ち上げた。またウォーターマンとは、大成功したピアノ指導書『ピアノ・レッスンズ』（英: Piano Lessons）でも共作している。
1973年には、BBC Radio 4の『デザート・アイランド・ディスクス』にゲスト出演したほか、BBCの音楽クイズ番組『フェイス・ザ・ミュージック』のパネリストもしばしば務めた。

## 私生活
シュタインは2度結婚したが、結婚相手はどちらも社会的名声の高い人物だった。最初の夫はジョージ・ラッセルズで、オールドバラ音楽祭で出会い、1949年9月29日に結婚した。ハーウッド卿はプリンセス・ロイヤルだったメアリー王女の息子で、ジョージ5世の孫、エドワード8世とジョージ6世の甥、またエリザベス2世の従兄に当たる。この結婚により彼女は「ハーウッド伯爵夫人」(Countess of Harewood) となり、夫妻の間には3人の息子が生まれた。
- デイヴィッド・ラッセルズ (第8代ハーウッド伯爵)（英語版）（1950年10月12日 - ）
- ジェームズ・ラッセルズ（英語版）（1953年10月5日 - ）
- ジェレミー・ラッセルズ（英語版）（1955年2月14日 - ）

1959年までに、夫婦生活にはジョージとヴァイオリニストのパトリシア・タックウェルとの浮気という深刻な問題が持ち上がった。彼女は離婚を拒んでいたが、タックウェルとの間に伯爵の息子が生まれたことで諦め、1967年に離婚を受け入れた。伯爵の不倫と再婚が元で、彼は社交界から数年追放されただけでなく、王室行事には10年呼ばれなかったほどだった。
その後彼女は、1973年3月14日に庶民院議員で自由党党首だったジェレミー・ソープと結婚した。ふたりは共通の知人だったモーラ・リンパニーから紹介を受けて出会った。ソープの側も1970年に最初の妻・キャロラインを交通事故で亡くしており、お互い再婚であった。彼女は1970年代遅くに「リンカゲート」(Rinkagate) とも呼ばれた性的スキャンダル・ソープ事件が発覚してからも、夫ソープの側に立って支援した。1980年代半ばには夫ソープがパーキンソン病を発症し、マリオンも運動障害を抱えるようになったが、自身が衰弱するまでソープの看護を続けた。マリオンは2014年3月6日に亡くなった（87歳没）。夫ソープも同じ年の12月に亡くなっている。